# Florica Lavric
Florica Lavric (Copălău, 7 gennaio 1962 – Bucarest, 20 giugno 2014) è stata una canottiera rumena.

## Palmarès
Olimpiadi
- 1 medaglia:
  - 1 oro (quattro con a Los Angeles 1984).